# Ancretiéville-Saint-Victor
 Ancretiéville-Saint-Victor  es una población y comuna francesa, en la región de Alta Normandía, departamento de Sena Marítimo, en el distrito de Ruan y cantón de Yerville.

## Demografía
| 291 | 267 | 219 | 277 | 262 | 272 |
| Para los censos de 1962 a 1999 la población legal corresponde a la población sin duplicidades (Fuente: INSEE [Consultar]) |     |     |     |     |     |